# Кулбокс
„Кулбокс“ е българска телекомуникационна компания, създадена през 1997 г. в Пловдив под името „Ай Ти Ди Нетуърк“ АД.

## История
„Ай Ти Ди Нетуърк“ се намира на пазара на интернет и телекомуникационните услуги от 1997 г. От самото начало на дейността си дружеството сключва договори с международни компании за двупосочен международен интернет трафик. На този етап предоставя основно услуги за достъп до интернет по наета линия на по-малки интернет доставчици и сравнително малко на брой бизнес клиенти в Пловдив.
През 1999 г. компанията открива офис в София, като впоследствие става един от основните доставчици на едро на интернет услуги.
От средата на 2002 г. „Ай Ти Ди Нетуърк“ предлага VoIP телефония – услуга, която се отличава със значителна икономическа ефективност.
През 2006 г. с въвеждането на съответната регулаторна рамка „Ай Ти Ди Нетуърк“ придобива лицензии 116А и 116Б и VoIP телефонията прераства във фиксирана гласова услуга със съответния номерационен план, предоставен от Комисията за регулиране на съобщенията.
От началото на 2008 г. „Ай Ти Ди Нетуърк“ започва изграждането на оптична мрежа в Пловдив и Велико Търново за предоставяне на интернет и телефония до крайни клиенти, използвайки технологията за оптика до дома по директно оптично влакно – Fibre to the home – Direct Fiber (FTTH – Direct Fiber), или AON. „Ай Ти Ди Нетуърк“ е една от първите компании в България (другата е Spectrum Net), които въвеждат FTTH технологията за предоставяне на масова услуга на крайни клиенти.
През 2008 г. фирмата започва изграждане на собствена мрежа в градовете Пловдив и Велико Търново, с което стартира и предоставянето на услугата Cooolbox, съдържаща в себе си: доставка на интернет, цифрова телевизия и телефония. Услугата се предоставя на частни и бизнес клиенти. „Ай Ти Ди Нетуърк“ е една от първите компании, осигуряващи този тип комбинирана услуга. Мрежата на „Кулбокс“ е изцяло изградена по технологията FTTH – AON и е единствената по рода си в България. Същата технология се използва от интернет гиганта „Гугъл“ при изграждането на мрежата му в различни градове в САЩ.
През 2011 г. „Ай Ти Ди Нетуърк“ завършва придобиването на „София Онлайн“, с което си осигурява сериозно присъствие в София като инфраструктура и клиентска база. Мрежата е изцяло преустроена и разширена и е съобразена с високите стандарти на използваната технология.
През 2016 г. фирмата сменя името си на Cooolbox („Кулбокс“ АД), с което завършва процеса по трансформация от интернет доставчик на едро към доставчик на интернет за крайни потребители и започва предлагането на пълноценна гигабитова услуга.
През януари 2022 г. компанията добавя към портфолиото си интерактивна телевизия с приложение coool.tv, съвместимо със смарт телевизори с операционни системи Android TV/Google TV, Apple TV, Amazon Fire OS, Samsung (за моделите след 2020 г.) и LG (за моделите след 2018 г.).

## Отличия
Годишни награди на b2b Media
- Бизнес проект на годината 2016 г. – 2-ро място;[7][8]
- Най-креативно офис пространство 2016 г. – 3-то място;
- Бизнес проект на годината 2017 г. – 2-ро място.[9]